# Ioan Yakovlev
Ioan Yakovlev (Narva, 19 de enero de 1998) es un futbolista estonio que juega en la demarcación de extremo para el Panionios de Atenas de la Segunda Superliga de Grecia.

## Selección nacional
Tras jugar en varias categorías inferiores, finalmente hizo su debut con la selección de fútbol de Estonia en un partido amistoso contra Islandia que finalizó con un resultado de empate a uno tras el gol de Sergei Zenjov para Estonia, y de Andri Guðjohnsen para Islandia.

## Clubes
| Club                  | País    | Año       | Partidos | Goles |
| --------------------- | ------- | --------- | -------- | ----- |
| FC Levadia III        | Estonia | 2015      | 6        | 1     |
| FC Levadia II Tallinn | Estonia | 2015-2016 | 58       | 15    |
| JK Narva Trans        | Estonia | 2017      | 39       | 2     |
| JK Tallinna Kalev II  | Estonia | 2018      | 5        | 1     |
| JK Tallinna Kalev     | Estonia | 2018-2019 | 34       | 6     |
| C. F. Huracán Moncada | España  | 2019      | 16       | 8     |
| Arandia C. F.         | España  | 2019-2020 | 17       | 1     |
| SCR Peña Deportiva    | España  | 2020      | 0        | 0     |
| Arandina C. F.        | España  | 2020-2021 | 12       | 1     |
| C. D. Torrijos        | España  | 2021      | 4        | 0     |
| JK Tallinna Kalev     | Estonia | 2022      | 35       | 7     |
| FCI Levadia Tallinn   | Estonia | 2022-2024 | 77       | 10    |
| Panionios de Atenas   | Grecia  | 2025-     | 12       | 1     |